# Vergine tra i santi Bartolomeo e Zeno
La Vergine tra i santi Bartolomeo e Zeno è un dipinto del pittore veronese Girolamo dai Libri, realizzato con la tecnica della pittura a olio su tela, conservato nella Gemäldegalerie di Berlino.